# Almostacim do Cairo
Zacaria Almostacim (Zakariya Al-Musta'sim, melhor conhecido somente como Almostacim (em árabe: المستعصم بالله; romaniz.: Al-Musta'sim) ou Almotácime (em árabe: المعتصم باالله; romaniz.: Al-Mu'tasim), serviu duas vezes (primeiro em 1377 e novamente entre 1386 e 1389) como califa abássida do Cairo sob os sultões mamelucos do Egito.

## História
Em 1383, o primeiro emir Barcuque, de origem circassiana, tomou o poder e o pai de Almostacim, o califa Mutavaquil I se vê acusado de conspirar para derrubá-lo. Ele foi preso, levando a julgamento e o novo sultão exige a sua pena de morte. Porém, a sentença é considerada ilegal e ele é libertado. Porém, Barcuque obriga que ele abdique e coloca em seu lugar Aluatique II, filho de Aluatique I.
Em 1386, Aluatique II morreu e seu irmão Almostacim o sucedeu. Três anos depois, Barcuque foi brevemente apeado do poder por uma revolta dos emires. Em fevereiro de 1390, ele voltou ao poder e restaurou Mutavaquil, que, prudentemente, se manteve à distância dos acontecimentos, derrubando Almostacim.